# Simon de Lanfranchi
Simon de Lanfranchi (Levie, 23 dicembre 1898 – ...) è stato un lottatore francese, specializzato nella lotta greco-romana. Rappresentò la Francia ai Giochi olimpici estivi di Amsterdam 1928, terminando all'undicesimo posto nel torneo dei pesi massimi, dopo essere stato schienato dall'italiano Aleardo Donati al primo turno e dal tedesco Georg Gehring al secondo turno.